# Aldea de San Miguel
Aldea de San Miguel è un comune spagnolo di 219 abitanti situato nella comunità autonoma di Castiglia e León.